# Katar zászlaja
Katar zászlaja Katar nemzeti jelképe. A 19. században vörös volt, fehér sávval a rúd felé eső szegélyénél. A 20. század első felében a két színt elválasztó vonal fogazott lett, és gyakran az ország neve is a zászlóra került (fehér betűkkel a vörös részre). A zászlók színezésére használt helyi vörös festékek a napra kerülve rendre megbarnultak, így a vöröset 1948-ban hivatalosan gesztenyebarnára változtatták.